# جون كارول (ممثل)
جون كارول (بالإنجليزية: John Carroll)‏ مواليد 17 يوليو 1906 في نيو أورلينز، لويزيانا، الولايات المتحدة - الوفاة 24 أبريل 1979 في هوليوود، الولايات المتحدة، هو ممثل أمريكي بدأ مسيرته الفنية سنة 1929. من أعماله اذهب غربا والنمور الطائرة.

## روابط خارجية
- جون كارول على موقع IMDb (الإنجليزية)
- جون كارول على موقع ألو سيني (الفرنسية)
- جون كارول على موقع أول موفي (الإنجليزية)
- جون كارول على موقع قاعدة بيانات برودواي على الإنترنت (الإنجليزية)
- جون كارول على موقع قاعدة بيانات الأفلام السويدية (السويدية)
- جون كارول على موقع إن إن دي بي (الإنجليزية)
- جون كارول على موقع قاعدة بيانات الفيلم (الإنجليزية)
- جون كارول على موقع كينوبويسك (الروسية)